# Adrianne Curry
Adrianne Marie Curry (Joliet, Illinois,	6 de agosto de 1982) es una modelo, productora de cine, actriz, personalidad de televisión y portavoz estadounidense.

## Carrera

### Modelaje

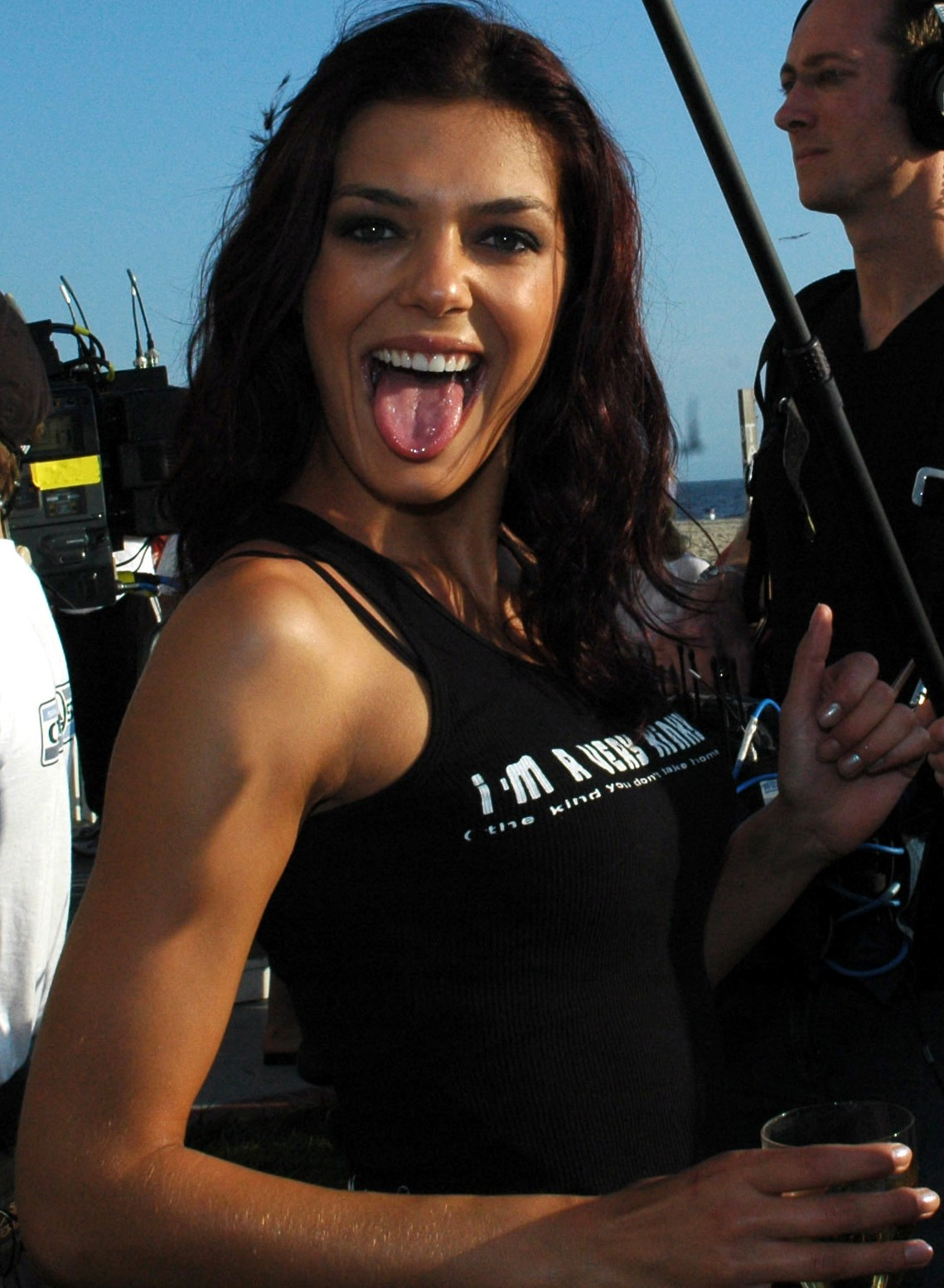
Curry durante el rodaje de My Fair Brady

Curry ganó el primer ciclo de America's Next Top Model. Ella firmó con Wilhelmina Models en la ciudad de Nueva York. Ha modelado para varias revistas, incluyendo Life & Style Weekly, Us Weekly, Star, OK!, Stuff, People, Maxim (y apareció en la lista de Maxim Hot 100 en 2005), Spanish Marie Claire, Von Dutch, Von Dutch Watches, Salon City, Macy's, Famous Stars and Straps, Lucky, Ed Hardy, Kinis Bikinis, Beverly Hills Choppers y Merit Diamonds. Los desfiles de Curry incluyen el Anne Bowen Spring de 2005, Jaime Pressly, la línea de Pamela Anderson, Ed Hardy, Von Dutch y Christopher Deane. Ha aparecido en un comercial de Merit Diamonds Sirena Collection que se desarrolló entre noviembre de 2004 y enero de 2006. Apareció en la portada y en una foto desnuda para la edición estadounidense de Playboy en febrero de 2006. Regresó para una segunda portada y una foto desnuda en el número de enero de 2008. Curry estuvo entre las 25 mujeres más sexys de Playboy en 2008, y entre los 100 mejores despliegues de Playboy de la edición de 2008. A finales de 2006, Curry modeló un demo tecnológico creado por Nvidia para exhibir sus tarjetas de video. Ella es un modelo de The Flex Belt con Denise Richards.

### Cine y televisión

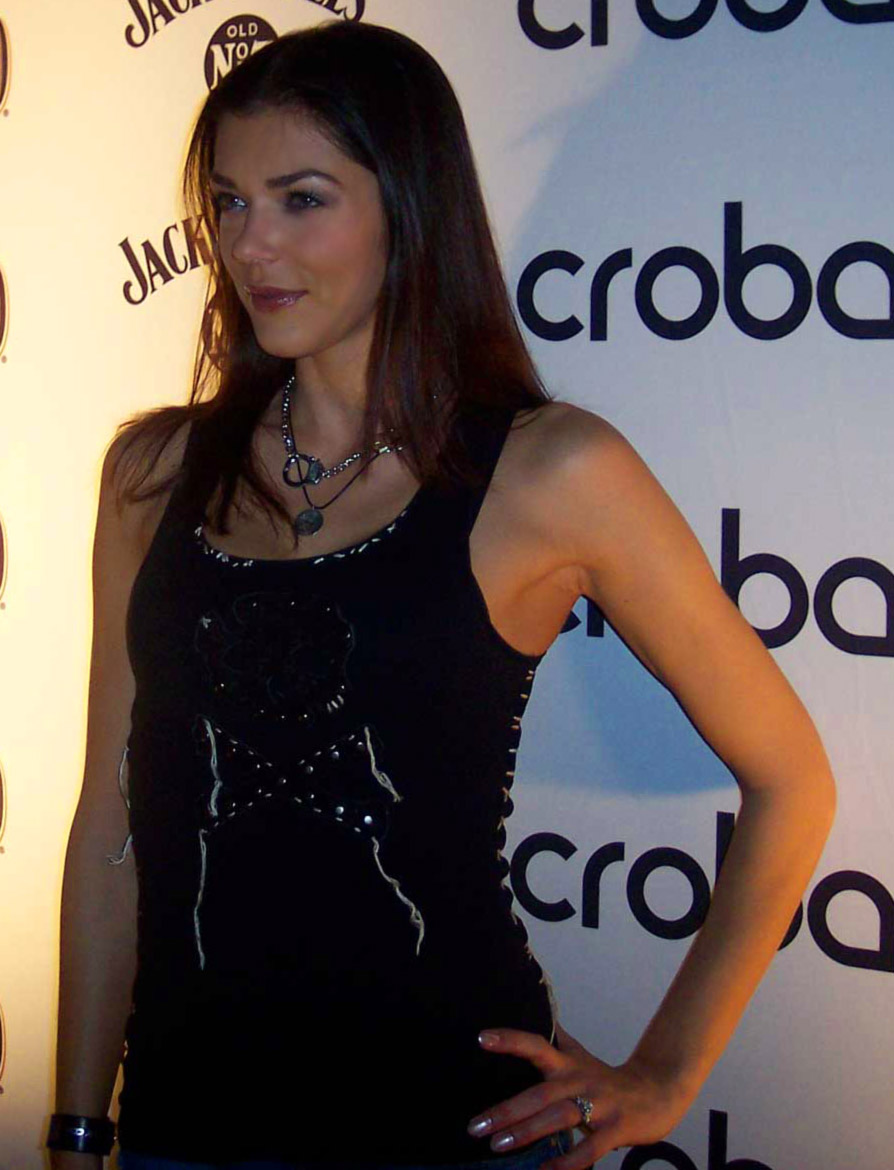
Curry at Crobar Nightclub Chicago in October 2008

Curry fue copresentadora en el programa de concursos de televisión Ballbreakers. En 2006, apareció en  Gameshow Marathon como panelista de celebridades en el episodio Match Game. Protagonizó Rock Me Baby (2004) y Half & Half (2003) en UPN. Curry también apareció en Dirt protagonizada por Courteney Cox, con quien compartió escenas. Ella apareció en el video musical «Just the Girl» de la banda de rock The Click Five, junto con su esposo Christopher Knight. Curry apareció en el programa de telerrealidad de ciencia ficción de VH1, Celebrity Paranormal Project en 2006, junto con su marido, y en From Russia with Love de WE TV  que documentó su viaje a Rusia y se emitió en noviembre de 2007. También ha protagonizado las películas Fallen Angels, Light Years Away y Jack Rio.
A principios de 2005, Curry apareció en la cuarta temporada de The Surreal Life de VH1. Después de que finalizó la temporada, Curry y su compañero de casa, Knight, comenzaron a salir, y más tarde se mudaron juntos. El 11 de septiembre de 2005, VH1 comenzó a emitir Mi Amado Brady, un programa que documentó su vida juntos y le pagó aproximadamente $450,000 dólares. El espectáculo la llevó a ser presentada en Maxim's Hot 100, una lista de las mujeres «más populares» del planeta y clasificada como la número 100 en las Maxim Hot 100 Women de 2005.
La temporada 3 de My Fair Brady comenzó a transmitirse el 21 de enero de 2008 y se centró en la cirugía de aumento de senos de Curry y el deseo competitivo (y en contra) de Knight de formar una familia. En junio de 2008, Curry, su familia y amigos aparecieron en Celebrity Family Feud de NBC. Entre noviembre y diciembre de 2010, Curry trabajó como la juez de panelistas de Resident Celebrity Gamer en la segunda serie de The Tester, un programa de telerrealidad en PlayStation Network. Ella ha regresado al panel en la tercera serie que comenzó el 7 de febrero de 2012. Curry presentó la cobertura en vivo de Blizzcon para Direct TV en 2011, así como la presentación en vivo de E3 para Namco Bandai en 2011 y 2012. Más recientemente, Curry se ha asociado con la leyenda del cómic Stan Lee para crear su programa «Superfans» para su nuevo canal de YouTube, Stan Lee's World of Heroes. Los «Superfans» comenzaron a transmitirse cada semana en YouTube en octubre de 2012.

## Vida personal
Christopher Knight se propuso ante Curry en el final de temporada de Mi Amado Brady, en VH1, que se emitió el 6 de noviembre de 2005. El espectáculo fue renovado para una segunda temporada que comenzó en junio de 2006, y se centró en los preparativos de la boda de la pareja. La pareja se casó en la ciudad natal de Curry, Joliet, Illinois, el 29 de mayo de 2006, en una boda de estilo gótico. Curry comentó sobre la ceremonia con temas góticos: «Quería ir tan gótica como pudiera y lo más tradicional que pudiese sin despeinar las plumas de nadie... Quería tener un vestido negro... pero sabía que rompería el corazón de mi abuela». En 2007, Curry y Knight aparecieron en el programa El show del Dr. Phil para hablar sobre sus problemas matrimoniales en un episodio relacionado con las grandes diferencias de edad en las relaciones. El Dr. Phil predijo que su estilo de argumentación, particularmente los comentarios hirientes de Knight, era un fuerte predictor de divorcio inminente en las parejas. La pareja anunció su separación el 29 de mayo de 2011. Solicitaron el divorcio el 19 de agosto de 2011 y terminaron en 2013.
En el Comic-Con de San Diego de 2014, cuando una amiga fue agredida sexualmente, Curry (quien estaba disfrazada de Gatúbela) defendió a la víctima contraatacando al agresor, golpeándolo con la empuñadura de su látigo. Ella rápidamente alejó al atacante. Curry fue nombrada una de los diez mejores cosplayers más populares en 2014.
Ella es de ascendencia italiana.

## Filmografía
- America's Next Top Model (serie de telerrealidad) (2003) como ella misma (ganadora)
- Half & Half (serie de televisión) (2003) como Roberta
- Hot Properties (serie de televisión) (2005) como Danushka
- E! True Hollywood Story (2006) como ella misma
- Jack Rio (2008) como Lisa
- The Tester (serie de telerrealidad) (2010–2012) como ella misma (juez)
- Bridalplasty (2010) como ella misma
- Tales of Halloween (2015) como ella misma (cameo)

### Productora
- My Fair Brady (coproductora) (5 episodios, 2008)
- Chris & Adrianne Do Russia (2007) (TV) (coproductora ejecutiva)
- My Antonio (2009) (TV) (productora asociada)
- Adrianne Curry's Superfans (2012) (productora ejecutiva, cocreadora, presentadora)